# Vroeger kon je lachen
Vroeger kon je lachen is een Nederlandse film uit 1983 van Bert Haanstra. Het verhaal is gebaseerd op acht korte columns van Simon Carmiggelt in het dagblad Het Parool. De film heeft als internationale titel The World of Simon Carmiggelt.
De film werd gemaakt ter gelegenheid van Carmiggelts 70ste verjaardag.

## Rolverdeling
- Martine Bijl
- Kees Brusse
- Simon Carmiggelt
- Jacques Commandeur
- Sylvia de Leur
- Mary Dresselhuys
- Rijk de Gooyer
- Guus Hermus
- Hetty Heyting
- Elizabeth Hoytink
- Kees van Kooten ... De vieze man
- Wim Kouwenhoven
- John Kraaykamp
- Robert Long
- Sacco van der Made
- Hans Melissen
- Paul Meyer
- Henny Orri
- Pierre Roth
- Riek Schagen
- Wim Sonneveld ... (archiefmateriaal)
- Paul Steenbergen
- Max Teeuwisse
- Carolien van den Berg